# 佘田桥镇
佘田桥镇，是中华人民共和国湖南省邵陽市邵东市下辖的一个乡镇级行政单位。

## 污染問題
佘田桥镇渔西村原本出產马蹄、萝卜，但湖南鑫龙玻璃制品有限公司于2003年在當地建厂後向周圍環境排放含有硝酸银、铅、铬等有毒物质，該公司的焦化厂没有进行环评，焦化车间也没有相应的环保设施。該村的田地与水源被污染。自2003年以来，渔西村和前锋村已有30余名村民相继得癌症死亡，而此前很少有村民得癌症。自从2007年起，工厂附近的农田无法耕种。马蹄、萝卜等农产品也因污染出现滞销，村民种植的大量蔬菜瓜果腐烂在家，村民都从很远的地方买来矿泉水饮用。當地村民曾多次向相关主管部门反映，却政府反應遲鈍。汞等金属物质。

## 行政区划
佘田桥镇下辖以下地区：
佘田桥社区、五里牌村、贯塘村、湖山村、湖东村、树山村、曹塘村、莲湖村、联盟村、荷民村、高吾村、绵星村、同庆村、羊岭村、狮子峰村、洪夫村、洪田村、盘塘村、皮林村、雅塘村、宜塘村、西塘村、排楼边村、华塘村、光塘村、龙塘村、鱼溪村和佘田桥村。